# Montella
Montella là một đô thị (comune) thuộc tỉnh Avellino trong vùng Campania của Ý. Montella có diện tích 83 km2, dân số là 7852 người (thời điểm ngày 31 tháng 12 năm 2004).